# Okresní podnik bytového hospodářství

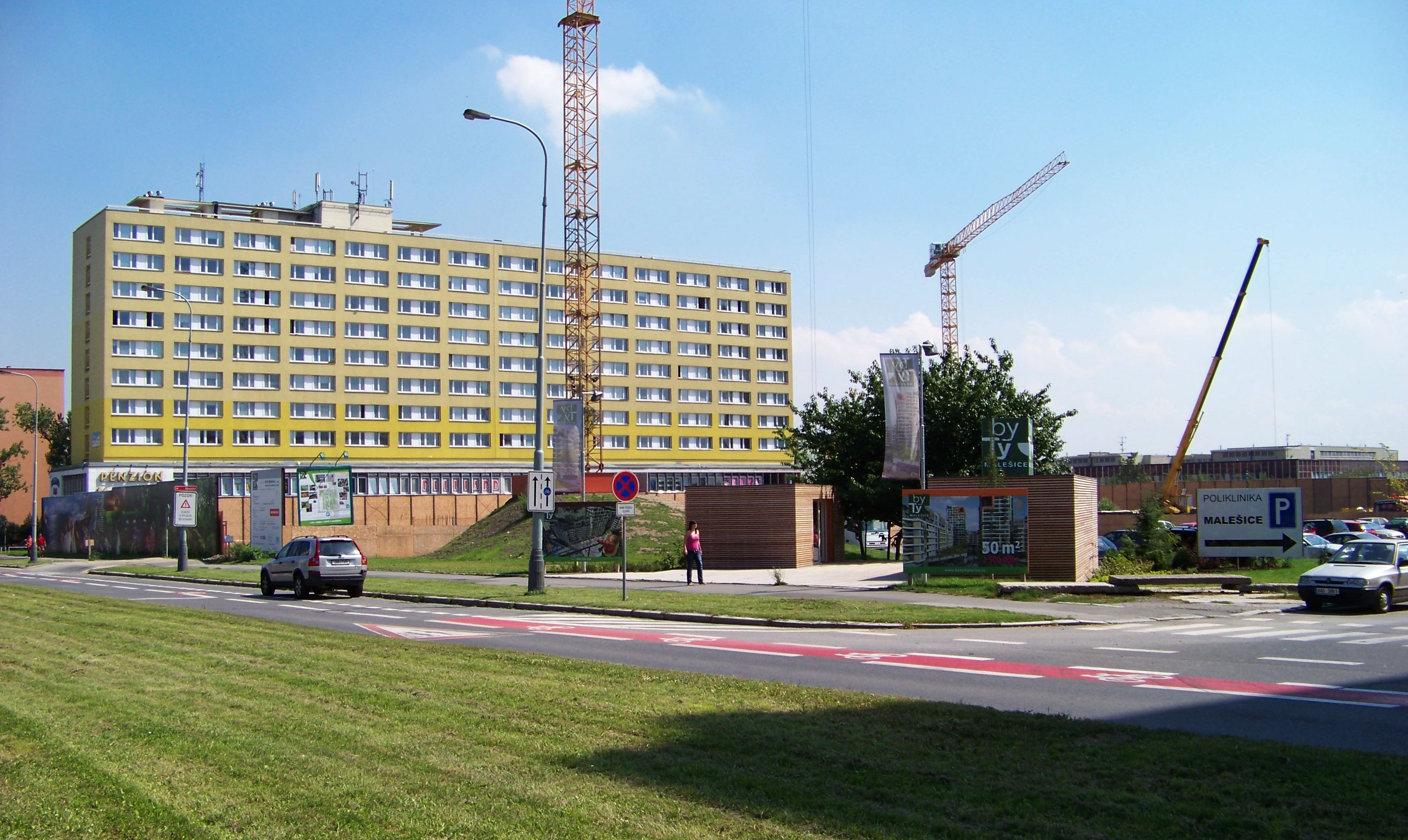
Okresní podnik bytového hospodářství pečoval o domy a byty

Okresní podnik bytového hospodářství nebo v hlavním městě Praze Obvodní podnik bytového hospodářství (ve zkratce OPBH) bylo uskupení, jež v socialistickém Československu spravovalo domy v socialistickém vlastnictví. Vzniklo k 1. lednu 1959 přetvořením z do té doby existujících bytových a domovních správ. Jednotlivé vzniknuvší podniky byly doplněny i četami pro drobnou údržbu bytového majetku. Podnik měl na starosti předávání přidělených prostor nájemníkům, udržování domovního fondu ve způsobilém stavu a zároveň zabezpečoval provoz výtahů v domě či provoz zařízení dodávajících teplo a teplou užitkovou vodu. Dále vedl evidenci a konal pravidelné prohlídky domovního fondu. Po výstavbě nových domů je přebíral do své správy a současně se vyjadřoval k adaptacím, rekonstrukcím a modernizacím prováděným v bytech. Pečoval o udržování pořádku a čistoty v domech i na přilehlých chodnících, dvorech či vnitroblocích. V jednotlivých objektech zajišťoval provozuschopné zařízení civilní obrany, pečoval o dodržování domovního řádu a zásad socialistického soužití v domech. Vybíral (a případně též vymáhal) poplatky za užívání bytů i nebytových prostor a současně vybíral i za služby spojené s užíváním těchto prostor.